# Thee BLUEBEAT
株式会社Thee BLUEBEAT（ブルービート）とはテレビ番組の全般・CM・イベントなどの選曲・音響効果を行う会社である。

## 概要
2007年9月1日に高取、松田、岡沢の3名で設立。

## 所在地
- 〒105-0021 東京都港区東新橋2-18-4　グラディート汐留ロッソ1009

## 所属スタッフ
- 高取謙（代表取締役社長）
- 松田創
- 岡沢秀二
- 久留米勇介
- 中村鉄太郎
- 伊藤匡祐

## 担当作品

### テレビ番組

#### 2007年9月 - 2009年12月
レギュラー番組
- メデューサの瞳 〜人を見抜く天才たち〜（テレビ東京系列　2007年10月 - 2008年3月）
- 怒りオヤジ3（テレビ東京、極東電視台　2007年10月 - 2009年3月）
- 音楽戦士 MUSIC FIGHTER（日本テレビ系列　2007年10月 - 2010年3月）
- モヤモヤさまぁ〜ず2（テレビ東京系列　2007年10月 - ）
- 今田ハウジング（日本テレビ系列　2007年10月 - 2008年3月）
- おネエ★MANS（日本テレビ系列　2007年10月 - 2009年3月）
- チャーガンジューTV（琉球朝日放送、電通、トリックスター　2007年10月 - 2008年3月）
- AKB1じ59ふん!（日本テレビ　2008年1月 - 3月）
- 人生が変わる1分間の深イイ話（日本テレビ系列　2008年2月 - ）
- AKB0じ59ふん!（日本テレビ　2008年4月 - 9月）
- ハッピーミックス（日本テレビ　2008年4月 - 9月）
- 音楽ば〜か（テレビ東京　2008年4月 - 2010年9月）
- 3人協力クイズ!シャムロック（日本テレビ　2008年6月 - 8月）
- 宇宙でイチバン逢いたい人（日本テレビ　2008年7月 - 2009年3月）
- アナザースカイ（日本テレビ系列　2008年10月 - ）
- 誰だって波瀾爆笑（日本テレビ系列　2008年10月 - ）
- レコ☆Hits!（日本テレビ系列　2009年1月 - 2012年3月）
- バナナマンのブログ刑事（東海テレビ、ディ・コンプレックス　2009年7月 - 2012年9月）
- 音龍門（日本テレビ　2009年10月 - 2013年3月）
- 磯山さやかの「流行発信☆磯山ランド」（BS日テレ、オフィスて・ら　2009年10月 - 2010年9月）
- 走魂（日本テレビ　2009年11月 - 2010年3月）

単発・特別番組
- ザ・放送ヲ阻止セヨ!!これ知られたら芸能界明日から生きてけない絶体絶命スペシャル!4（TBS系列、ZION　2008年1月）
- クイズ!!シャムロック（日本テレビ系列　2008年1月 - 10月、過去3回放映）
- 朝までダメテレビ〜コンプレックスに打ち勝って脱ダメ人間!!〜（日本テレビ　2009年9月）
- 爆笑問題×さまぁ〜ず ザ・クレイジートーク（TBS系列、極東電視台　2009年12月 - 2010年4月、過去2回放映）

#### 2010年代
レギュラー番組
- ハッピーMusic（日本テレビ　2010年4月 - 2013年3月）
- 芸人報道（日本テレビ　2010年4月 - 2014年4月）
- お笑いさぁ〜ん（日本テレビ系列　2010年4月 - 9月、バリューナイト枠）
- がっちりアカデミー!!（TBS系列　2010年4月 - 2011年9月）
- 主演 さまぁ〜ず 〜設定 美容室〜（日本テレビ　2010年8月 - 10月）
- 吉澤ひとみの「トレンド+よっすぃーナビ」（BS日テレ、オフィスて・ら　2010年10月 - 2013年9月）
- アリなし〜アリケン★ゴールデンスタジアム〜（テレビ東京、ユーフィールド　2010年10月 - 2011年9月）
- THE カテゴライザー（日本テレビ　2010年12月 - 2011年1月）
- さしこのくせに〜この番組はAKBとは全く関係ありません〜（TBS、極東電視台　2011年1月 - 9月）
- ヒルナンデス!金曜日（日本テレビ系列　2011年3月 - ）
- シューイチ（日本テレビ系列　2011年4月 - ）
- さまぁ〜ZOO（テレビ東京、極東電視台　2011年4月 - 9月）
- スター☆ドラフト会議（日本テレビ系列　2011年4月 - 2013年3月）
- 東京都さまぁ〜ZOO（テレビ東京、極東電視台　2011年10月 - 2012年3月）
- 男のヘンサーチ!!（TBS　2011年10月 - 2012年9月）
- TOKYOヒットガール（日本テレビ　2011年10月 - 2012年9月）
- そうだ旅（どっか）に行こう。（テレビ東京系列、極東電視台　2012年4月−2015年9月 ）
- よるべん（TBS　2012年4月 - 2013年3月）
- ロボやん（チバテレ　2012年5月 - 10月）
- 今夜くらべてみました（日本テレビ系列　2012年7月 - 2022年3月、プラチナイト枠）
- 私の何がイケないの?（TBS系列　2012年4月−2016年3月 ）
- 芸能人更生バラエティ バナナ塾（東海テレビ、ディ・コンプレックス　2012年10月−2014年9月 ）
- 東京エトワール音楽院（日本テレビ　2012年10月 - 2013年9月）
- Girls TV! feat.SUPER☆GiRLS（日本海テレビ、ドリマックス・テレビジョン　2013年4月 - 2015年9月）
- ミュージックドラゴン（日本テレビ系列　2013年4月 - 2015年3月）
- ファイヤーレオン 第1期（ブシロード　2013年4月 - 6月）
- 有吉反省会（日本テレビ系列　2013年5月 - 2021年9月）
- ビックリしちゃった新記録（日本テレビ　2013年7月 - 8月）
- せまソン♪（日本テレビ、AX-ON　2013年10月 - 2014年3月）
- ファイヤーレオン 第2期（ブシロード　2013年10月 - 2014年1月）
- SKE48のエビフライデーナイト（日本テレビ　2013年10月 - 12月）
- ミライ☆モンスター（フジテレビ、ディ・コンプレックス　2014年4月 - ）
- オトタビ（日本テレビ、AX-ON　2014年4月 - 9月）
- てんとうむChu!の世界をムチューにさせます宣言!（日本テレビ、アクロ　2014年4月 - 7月）
- SKE48 エビショー!（日本テレビ、アクロ　2014年7月 - 9月）
- SENSORS（日本テレビ、AX-ON、イカロス　2014年10月 - 2018年4月）
- アイキャラ（日本テレビ系列、ディレクションズ　2016年1月 - 2019年3月）
- 〜突撃!はじめましてバラエティ〜イチゲンさん（テレビ東京系列、ユニット　2016年5月−2017年3月 ）

単発・特別番組
- 好きになった人（日本テレビ系列　2010年4月 - 2017年10月）
- AKB600sec.（日本テレビ　2010年7月）
- スター☆ドラフト会議 パイロット版（日本テレビ　2010年12月、サタデーバリューフィーバー枠）
- 映像体験!イッキ見シアター（関西テレビ　2010年12月 - 2011年9月）
- 大人気店でドッキリ!ありえない商品 売れる!?売れない!?（日本テレビ系列　2012年5月 -2015年1月 ）
- ハレバレとんねるず 略してテレとん（テレビ東京系列　2012年9月 - 2013年3月、過去2回放映）
- 人狼〜嘘つきは誰だ?〜（フジテレビ系列　2013年3月 - 2014年10月）
- DASHでイッテQ!行列のできるしゃべくり 日テレ系人気番組No.1決定戦（日本テレビ系列　2013年4月）
- ビックリしちゃった新記録 パイロット版（日本テレビ系列　2013年4月、プラチナイト枠）
- 復活!スター☆ドラフト会議 第5回最強ダンススターGP（日本テレビ系列　2013年9月）
- ビックリしちゃった新記録 復活版（日本テレビ　2014年1月、サンバリュ枠）
- カウントアップ 気になる数字を数えてみた（日本テレビ系列　2014年1月−9月 ）
- ミヤブレ!ジョーカー（日本テレビ系列　2014年2月 - 10月）

| スタブアイコン | サブスタブ | この項目は、まだ閲覧者の調べものの参照としては役立たない、企業に関連した書きかけの項目です。この項目を加筆・訂正などしてくださる協力者を求めています（PJ:経済）。 |